# 崔連民
崔 連民（さい れんみん、1963年 - ）は、中国の書道家、詩人、周易研究家。中国内モンゴル自治区赤峰市生まれ。九三学社の党員である。 
中国詩学会の会員、アメリカ写真協会（PSA）会員、内モンゴル自治区作家協会会員、内モンゴル自治区書道家協会の会員、赤峰市詩学会の理事、紅山詩学会の常任理事。《紅山書道》の編集長。

## 代表作
- 詩集「蓮園詩草」